# Mubarak Šah
Mubarak Šah (perzijsko مبارک شاه) je bi od leta 1252 do 1260 in marca–septembra 1266 kan Čagatajskega kanata, * ni znano, † 1276, jugovzhodna Perzija.

## Biografija
Bil je sin kana Kara Huleguja in Ergene hatun (Urgana), hčerke Toraldži Kuregena. Bil je prvi čagatajski kan, ki se je spreobrnil v islam. Položaj kana je zasedel po očetovi smrti leta 1252, vendar je v njegovem imenu kot regentka vladala njegova mati Urgana. Leta 1260 je zahtevnik za položaj velikega kana Arigbuha za čagatajskega kana imenoval Čagatajevega vnuka Alguja, ki je imel do naslednjega leta oblast nad večino kanata. Ko se je Algu leta 1262 uprl Arigbuhi, ga je Urgana podprla. Po Algujevi smrti leta 1266 je Urgana ustoličila svojega sina Mubarak Šaha brez dovoljenja Kublajkana, ki se je po Arigbuhovem porazu dve leti kasneje razglasil za velikega kana. Kublajkan je namesto Mubarak Šaha podprl Čagatajevega pravnuka Baraka in ga razglasil za Mubarak Šahovega sovladarja. Barak je na svojo stran pridobil Mubarak Šahovo vojsko in se kmalu obrnil proti njemu in ga še tisto leto izgnal. Mubarak Šah je leta 1271 podprl podprl Kajduja proti Baraku, vendar je kmalu začutil svojo napako in prešel k drugemu Kajdujevemu sovražniku, ilkanu Abaki.
Abaka ga je imenoval za vladarja Karaunasa. Mubarak Šah je umrl med pustošenjem jugovzhodnih pokrajin Perzije leta 1276.

## Družina
Mubarak Šah je imel več žena in priležnic, s katerimi je imel pet sinov:
1. Oldžej Buka
  - Kutlukšah
2. Boralki
  - Tutluk
3. Horkadaj
4. Esen Pulad
5. Kadak

## Sklica
1. ↑  Rene Grousset. The Empire of the Steppes. New Brunswick, 1970. str. 332.
2. ↑  Boyle, John Andrew (1971). The Successors of Genghis Khan. Columbia University Press. str. 151.

| Mubarak Šah Rojen: ni znano Umrl: 1276 |                                   |                               |
| Vladarski nazivi                       |                                   |                               |
| Predhodnik: Kara Hulegu                | Kan Čagatajskega kanata 1251-1260 | Naslednik: Algu               |
| Predhodnik: Algu                       | Kan Čagatajskega kanata 1266      | Naslednik: Gijas-ud-din Barak |